# Citroën Type C
La Citroën 5HP Type C, più conosciuta come Citroën 5HP o 5CV, è una piccola autovettura prodotta dal 1922 al 1926 dalla Casa francese Citroën. Veniva prodotta anche a Milano, dalla Citroën Italiana, con la denominazione 5 CV.
Il suo primo soprannome è stato "petite citron" (piccolo limone) per il colore giallo con cui gli veniva offerto. È stato anche soprannominato "cul de poule " (culo di gallina) per la sua parte posteriore appuntita e "Trefle"  per la sua versione Torpedo a tre posti con un layout a quadrifoglio. Il successo di questa carrozzeria porterà all'applicazione abusiva del soprannome "Trefle" per tutti i modelli 5HP...

## Storia e profilo

### Nascita del modello
La genesi della Type C ha luogo nell'immediato dopoguerra, quando l'Europa intera versa in uno stato disastroso, specialmente sul piano economico, dove una spietata inflazione tagliava il valore del denaro e rendeva vani investimenti di qualunque genere. Ciò valse per la popolazione in generale, che non si trovava nella possibilità di risparmiare, sia per l'apparato industriale, non in grado di programmare investimenti, dal momento che da un giorno all'altro le cifre necessarie per tali investimenti crescevano incontrollabilmente. Anche in Francia la situazione si rivelò molto delicata: solo costruttori particolarmente moderni nell'approccio produttivo potevano sperare di affrontare la crisi finanziaria con il minimo dei danni. Tra questi vi fu la Citroën, il cui metodo di produzione ispirato alla catena di montaggio americana stava rivelandosi efficace per l'abbattimento dei costi di produzione. Ma André Citroën non volle limitarsi a questo: la motorizzazione di massa fu infatti il suo principale obiettivo. Per questo, mentre il governo francese incoraggia le case automobilistiche a investire in autocicli attraverso incentivi fiscali, André Citroën preferisce rivolgersi alle auto di piccole dimensioni. Dopo aver introdotto la Type A con motore da 1,5 litri, si dedicò anche allo sviluppo di una vettura marcatamente più popolare, più piccola e più economica sia in fase di acquisto sia per quanto riguarda le spese di manutenzione.
L'architetto principale di questo progetto è stato l'ingegnere Edmond Moyet, venuto a casa Quai de Javel dopo una significativa esperienza a Le Zèbre, e che pochi mesi prima aveva progettato l'autociclo Amilcar CC.
Si trattava quindi di un personaggio dalla significativa esperienza in tema di vetture popolari.
Il risultato di questo progetto venne presentato per la prima volta al Salone di Parigi con il nome di Type C anche se gli ordini e le prime consegne dell'auto sono state ricevute solo nella primavera del 1922.

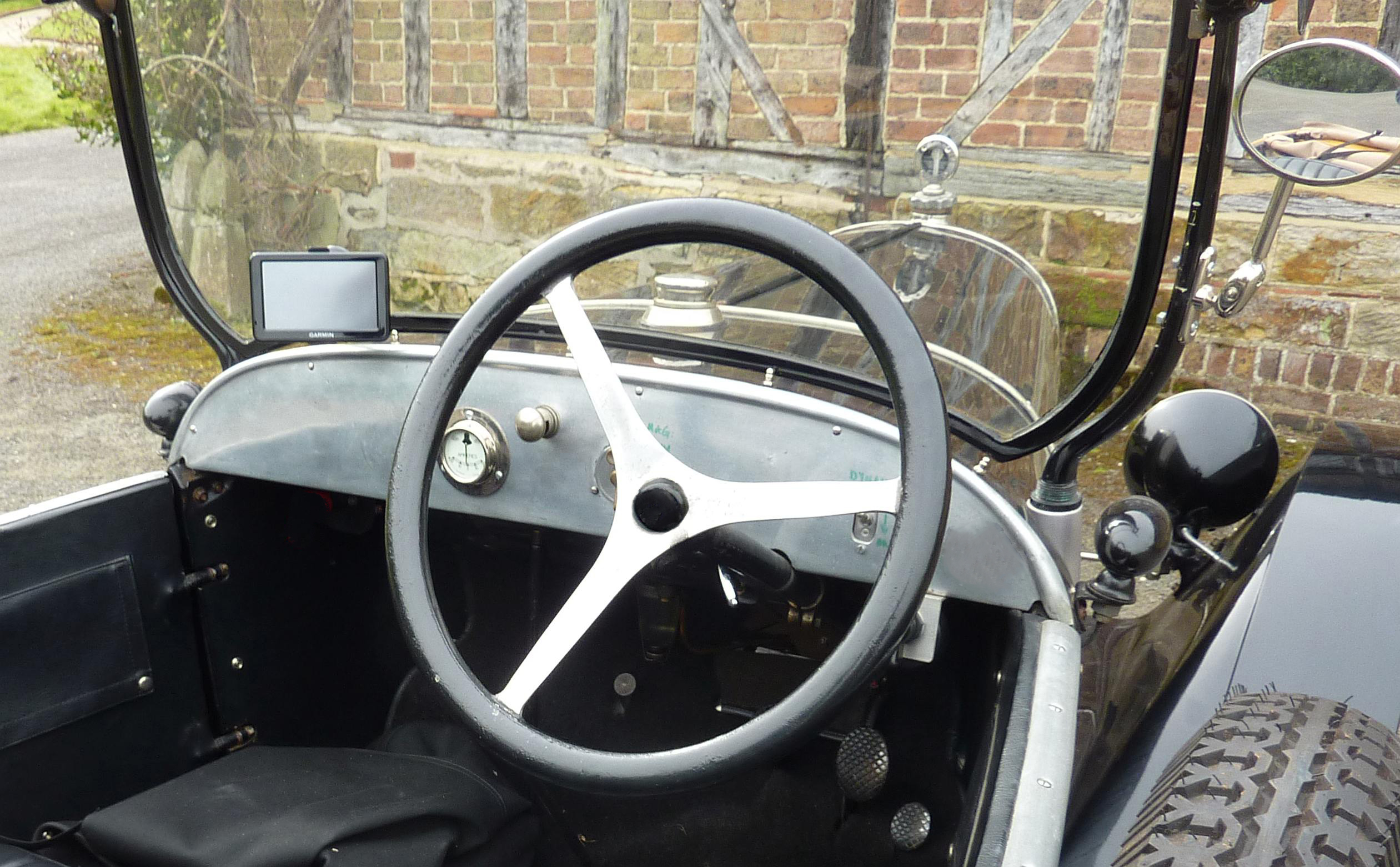
Cruscotto su Torpedo C2 T2

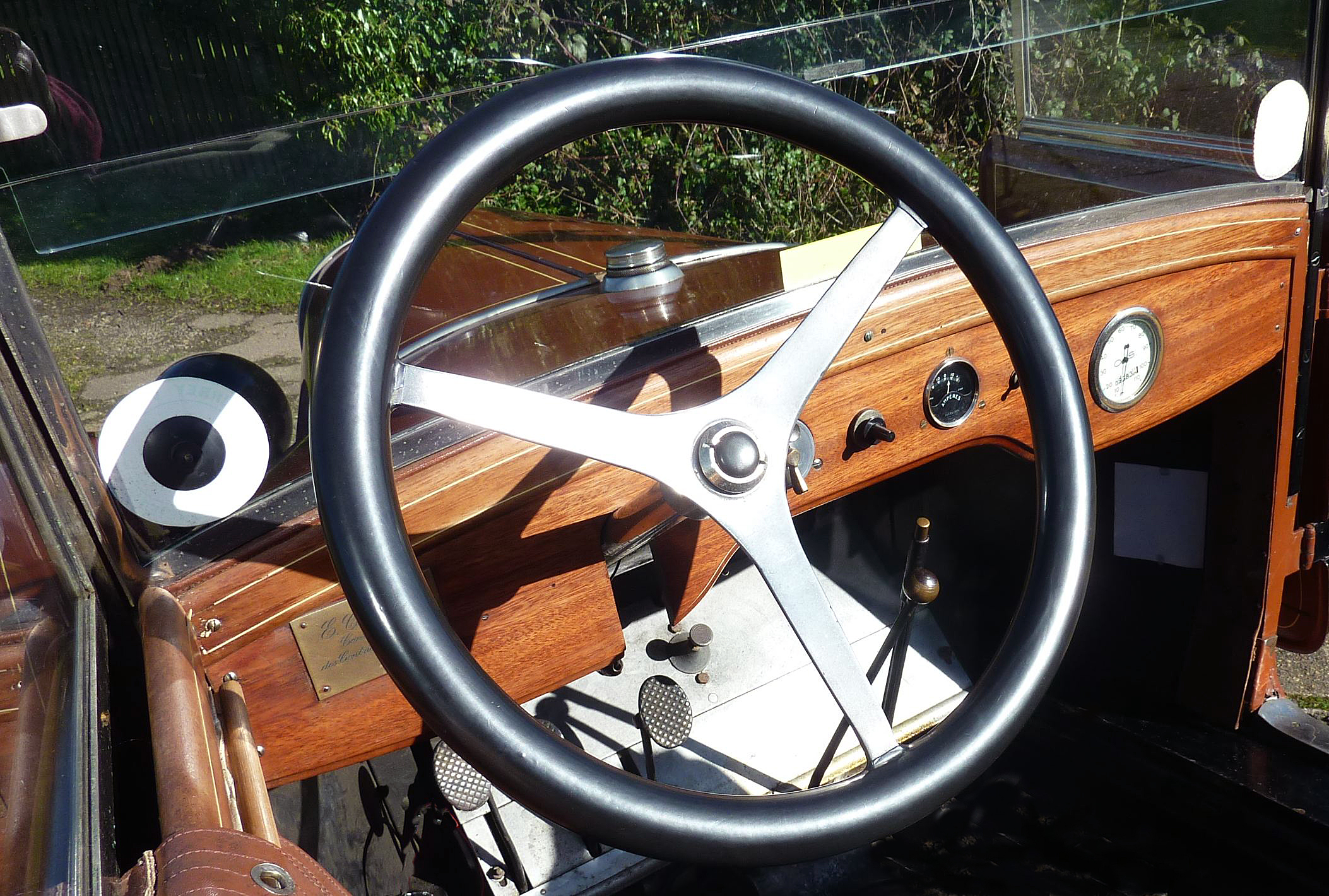
... e su "Cabriolet" C3 TL

### Caratteristiche[2]

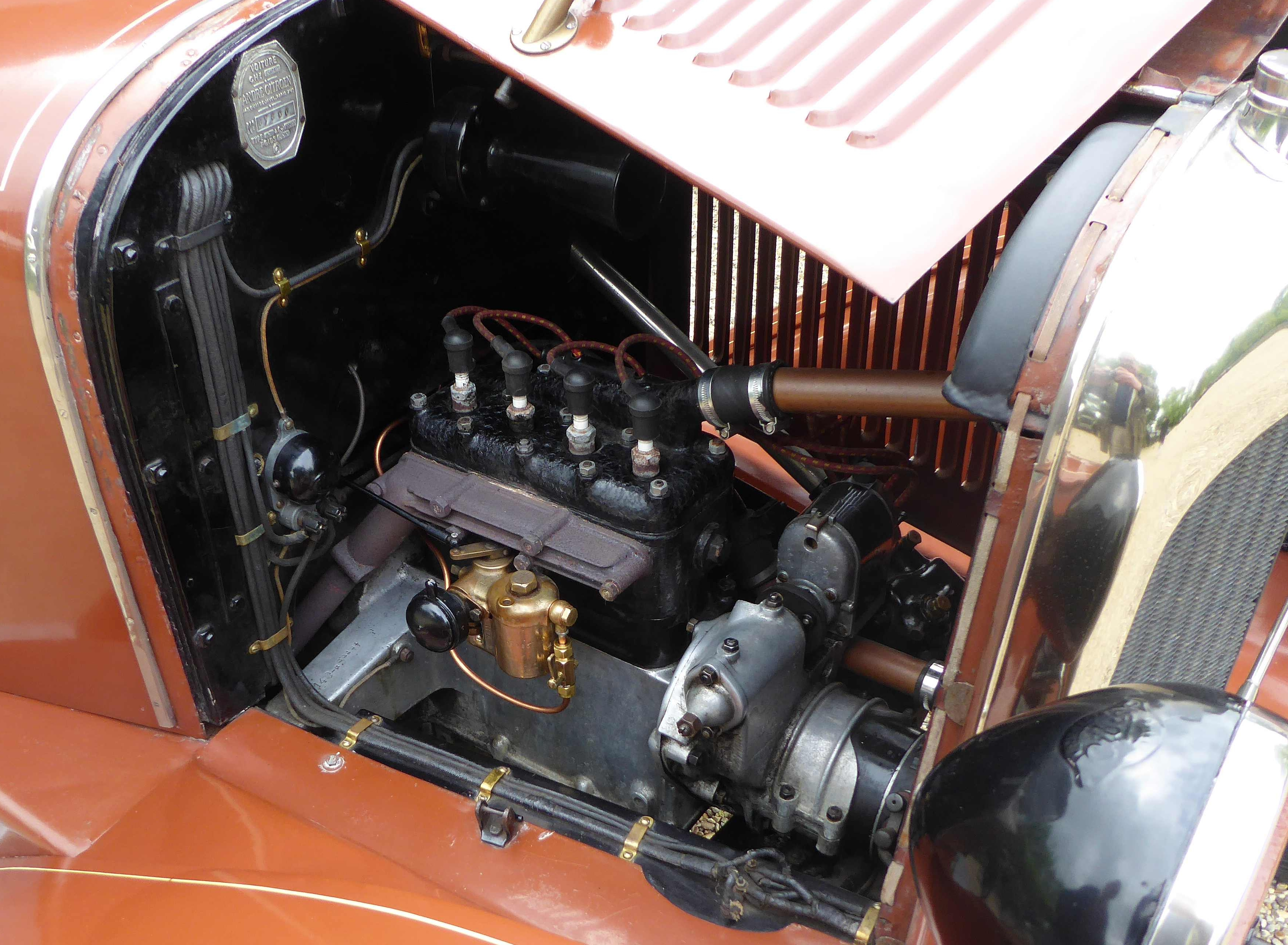
Motore con carburatore Solex

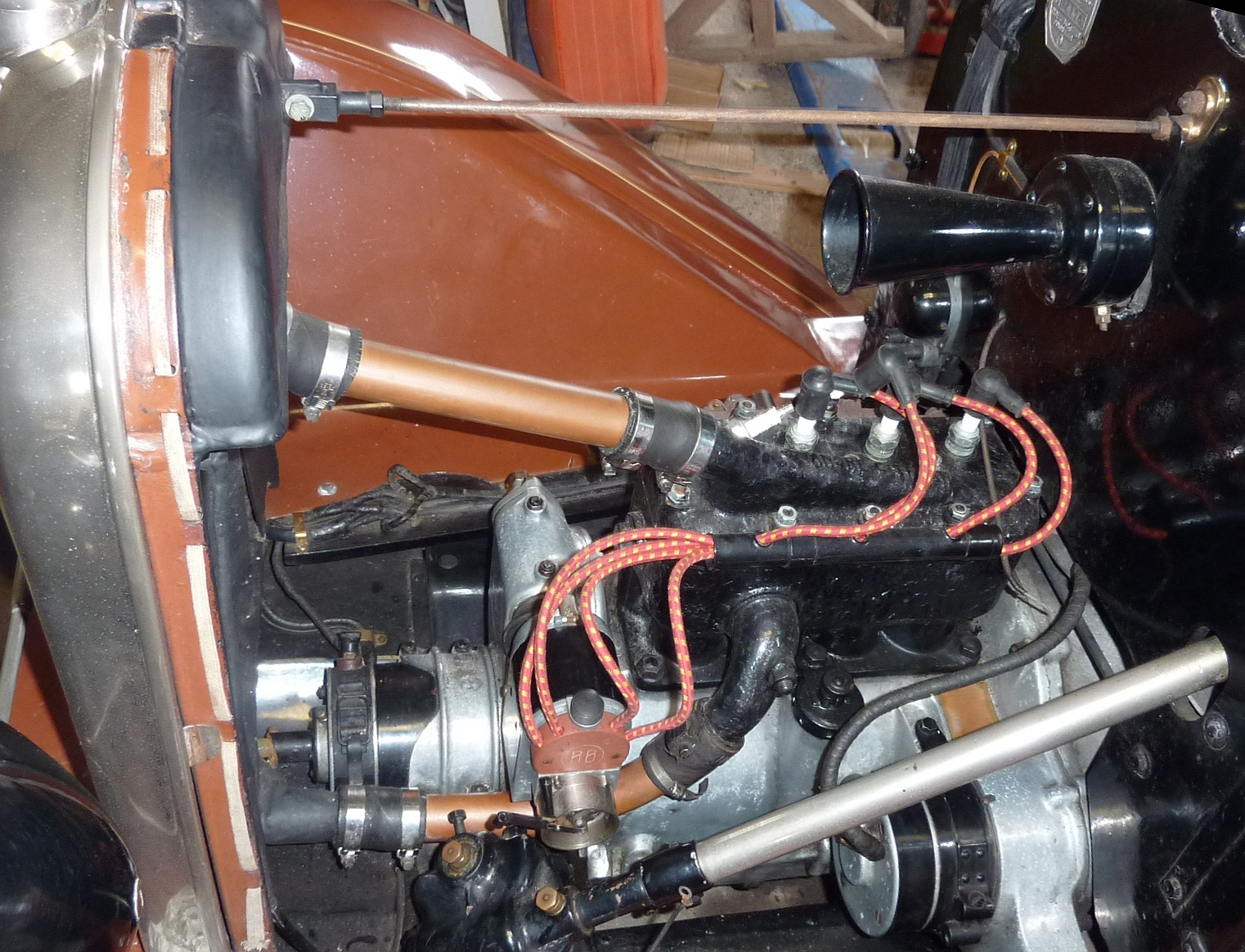
Motore con RB magneto

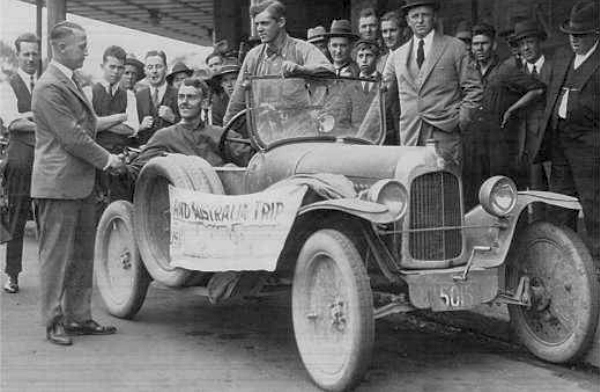
"Bubsy" torna a Sidney -Dec.1925

La Type C era una piccola autovettura proposta unicamente con carrozzeria torpedo (modello T2) a due posti, lunga appena 3,2 metri e con un passo di 2,25 metri (telaio C2).
Una vettura popolare, insomma, pensata per penetrare in una fascia di mercato inferiore rispetto a quella rappresentata dalla Type A, in modo da proporre un'alternativa economica per chi avesse avuto la possibilità di acquistare una vettura, ma ad un prezzo sensibilmente inferiore a quello della "sorella maggiore".
Nel complesso la linea era elegante, nonostante le ridotte dimensioni del corpo vettura
e la gamma di colori, inizialmente limitata al giallo pompelmo, sarà estesa solo in seguito ad altri colori.
La piccola Citroën è in vantaggio rispetto alla concorrenza: è dotata di uno starter elettrico e di fari elettrici, asset importanti per soddisfare la clientela femminile sensibile alla facilità di guida".
La carrozzeria era caratterizzata dall'avere solo una porta, sul lato passeggero, e le cerniere erano invisibili, mentre la deformazione del corpo vettura durante la marcia veniva assorbita da una serratura a doppio cono che impediva alla portiera stessa di aprirsi inaspettatamente mentre si era in movimento.
Il frontale ha un'elegante griglia a forma di frangivento, mentre il cofano motore delle prime Type C era caratterizzato dalla presenza di tre feritoie per l'aerazione del motore. La parte posteriore della carrozzeria era invece quella tipica delle cosiddette "torpedo skiff" oppure "boat-tail", molto affusolata e appuntita nell'estremità posteriore.
L'architettura della Type C era quella classica a motore anteriore longitudinale e a trazione posteriore:
il telaio a forma trapezoidale era a longheroni e traverse in acciaio con sospensioni ad assale rigido, quarti di balestra e niente ammortizzatori su entrambi gli assi.
Come nelle auto contemporanee, il pedale dell'acceleratore si trova tra il pedale della frizione e il pedale del freno.
Molto semplificato anche l'impianto frenante, dotato di un solo tamburo all'uscita del cambio per il freno a pedale, mentre il freno a mano agiva su due tamburi posti in corrispondenza delle due ruote dell'assale posteriore. Niente freni, quindi, sull'avantreno.
Molti 5HP sono stati modificati per accoppiare il freno della trasmissione e i freni posteriori sul comando a pedale. Questa modifica è stata infine adottata in serie sugli ultimi modelli del 1926.
Gli pneumatici 700x80 erano del tipo "ad alta pressione", cioè gonfiati a 4-5 bar, rendendo la guida difficile e il comfort scarso. 
Il "cuore" della Type C era un motore a 4 cilindri in linea da 856 cm³ di cilindrata. Tale motore era alimentato a carburatore ed era caratterizzato dalla distribuzione a valvole laterali. Con una potenza massima di 11 CV, la vettura poteva al massimo raggiungere una velocità massima di 60 km/h, sufficienti però per potersi spostare in città e non solo, ma comunque merito anche del peso ridotto a poco più di cinque quintali.
Il cambio era a 3 marce non sincronizzate, piuttosto rumoroso per via dei suo ingranaggi a taglio dritto.
L'asse posteriore è del tipo "banjo". L'alloggiamento del differenziale è rotondo e poi ovale dal luglio 1925. Gli ingranaggi conici sono del tipo "a spina di pesce" Citroën. Un ingranaggio elicoidale più facile da lavorare e più robusto è diventato disponibile come aftermarket dal 1928.

### Evoluzione della gamma[3]
La Type C trovò la sua principale concorrente nella Type 161 "Quadrilette", un autociclo che però veniva venduta ad un prezzo di 10.000 franchi, contro gli 8.500 franchi richiesti per la piccola Citroën, che quindi si dimostrò ben più concorrenziale.
I Type C furono inizialmente assemblati a Parigi, quai de Javel, ma nel corso del 1922 furono trasferiti alla fabbrica di Levallois già stabilimento di Clément-Bayard.
Erano disponibili anche versioni con guida a destra per la Francia (la domanda era all'epoca ancora forte per le vetture così configurate) e anche per l'esportazione. 
Dopo un inizio quasi in sordina, nel giro di breve tempo, la vettura cominciò ad ottenere via via sempre più consensi, anche se bisognerà attendere il 1923 prima che si diffonda lungo le strade francesi, in particolare catturando l'interesse della clientela femminile....
Quest'ultimo aspetto fu anche merito di una azzeccata campagna pubblicitaria varata dallo stesso André Citroën, vero genio della comunicazione e della pubblicità, che nei suoi cataloghi, opuscoli e locandine ritraeva molto spesso la vettura guidata da una signora.
Altro fattore che sancì il successo della Type C fu la possibilità, offerta da Citroën, di acquistare l'auto a rate mediante un finanziamento richiesto ad una società di credito al consumo fondata dallo stesso Citroën. Quest'ultimo fu un altro degli aspetti innovatori introdotti con il lancio della Type C, che quindi non portò con sé novità sul piano tecnico, quanto sulle agevolazioni e le possibilità di acquistare una vettura.
Nell'ottobre del 1922, il cofano divenne a sedici feritoie di aerazione anziché solo a tre, mentre venne introdotta l'accensione a magnete in luogo di quella a bobina non sufficientemente affidabile.
La griglia del radiatore venne rivisitata sia strutturalmente che, in misura molto più leggera, anche esteticamente. 
Contestualmente, la gamma si sdoppiò con l'arrivo di una versione più lussuosa a due posti cabriolet "TL"
A partire dall'ottobre 1923, la 5HP conobbe aggiornamenti più consistenti: il telaio venne rinforzato e il suo passo venne allungato di 10 cm. 
Dato che il livello di equipaggiamento dell'auto era limitato, un commercio di accessori aftermarket fiorisce intorno all'auto per arricchire il suo equipaggiamento: portabagagli, indicatore del carburante (O. S.), termometro dell'acqua (Boyer-Meter), tachimetro e orologio (Jaeger, O.S.), ammortizzatori (Houdaille, Repusseau), freni anteriori (Poulet, Acmos), miglioramenti del motore (Super-Culasse Desprez, Transformations F. Crespelle, Culasse Ruby-Ricardo).
Nel frattempo, si arricchì la gamma colori, cosicché alla sola tinta gialla presente fino a quel momento si aggiunsero altri colori piuttosto scuri, per seguire la moda, come il blu "Canon", il rosso "Bordeaux" e il marrone "Havana". 
L'allungamento del passo diede anche la possibilità di introdurre una terza variante di carrozzeria, ossia una torpedo a tre posti, un sedile davanti per il conducente, un sedile per il passeggero anteriore montato su binari che può essere spostato all'indietro, lasciando spazio per un sedile pieghevole altrimenti piegato sotto il cruscotto. Questo modello avrà una diffusione limitata (solo 8.000 unità) perché i clienti non apprezzavano il comfort del sedile pieghevole. Questa versione viene oggi chiamata "Faux Trèfle" dai collezionisti per distinguerla dalla vera Trèfle che sarebbe arrivata in seguito. 
Le 5HP a passo allungato si riconoscono per la maggior distanza fra la ruota di scorta e il parafango posteriore.
Dal marzo 1924 vennero montati nuovi pneumatici di misura 715x115 "a bassa pressione" gonfiati a 2,5 bar, prima offerti come optional e poi montati di serie a partire da giugno. 
Questi pneumatici a bassa pressione erano più confortevoli, ma le loro prestazioni erano deludenti e furono sostituiti nel 1927, su insistenza di Michelin, da nuovi pneumatici cablati a bassa pressione (da 1,5 a 1,75 bar) "Confort Bibendum" su nuovi cerchi cablati 11-12x45.
Nell'ottobre 1923 si ebbe inoltre l'arrivo di una versione furgonetta denominata VL (Voiture de Livraison, vettura per consegne in francese), caratterizzata da una portata massima di 125 kg.
Nell'ottobre 1924, la gamma di carrozzerie viene modificata con la sostituzione del Torpedo a tre posti (T3-1) con il Torpedo "Trefle", (T3-2) ", ossia "trifoglio".
Tale denominazione derivò dalla disposizione dei suoi tre posti, due davanti ed uno posteriore centrale, stavolta un posto vero, di maggiori dimensioni.
Nel febbraio 1925 i parafanghi a profilo piatto, noti come "parafanghi piatti", vengono sostituiti da parafanghi tondi, modifica evidente soprattutto nei parafanghi posteriori.
Dal 1919, e stata creata una rete di cinquemila agenti e sono state create filiali e concessioni esclusive in tutto il mondo. Nel 1925 furono eretti nuovi stabilimenti in alcuni paesi stranieri, per evitare le barriere doganali che in alcuni paesi imponevano tasse elevate sui prodotti importati (ad esempio i dazi Mac Kenna in Gran Bretagna). A tale proposito, come già accennato in precedenza, la Type C venne prodotta anche a Milano dalla Citroën Italiana, con la denominazione commerciale di 5CV
Dal 1º giugno di quell'anno, il sistema di raffreddamento a ventola migliorato della TL Convertible è stato installato su tutti i modelli.
Il successo della Type C ebbe come motivazione anche la sua eccezionale affidabilità rispetto alla concorrenza: lo dimostra l'exploit di "Bubsy", come venne battezzata una 5HP torpedo a 2 posti acquistata di seconda mano da due studenti, che nel 1925, in condizioni estreme e senza problemi meccanici, compirono un viaggio di circa 17.000 km in cinque mesi in giro per l'Australia.
.
Purtroppo, anche se la 5HP fu un innegabile successo, non si rivelò sufficientemente redditizio. Per preparare la nascita del B14 "tout acier", André Citroën prese la decisione di terminare la produzione nel maggio 1926, nonostante il resto della dirigenza non fosse d'accordo. Una possibile Type C4 con una carrozzeria interamente in acciaio venne comunque presa in considerazione, ma alla fine fu esclusa dai programmi della casa francese perché il prezzo di vendita finale sarebbe stato troppo alto.
La 5HP, o Type C, che dir si voglia, è oggi la tipica auto da collezione degli anni Venti. Il suo successo è dovuto al fatto che era già un grande successo commerciale a suo tempo e anche al fatto che è possibile ripristinarlo molto facilmente reperendo pezzi d'epoca ancora facili da trovare o da ricreare artigianalmente. Dei circa 83.000 esemplari costruiti, molti sono stati convertiti in veicoli commerciali, trattori, ecc. Si stima quindi che siano sopravvissute circa due o tremila auto (dal 3 al 4%).
Il sistema Citroën di denominazione dei tipi di auto, dei telai e delle carrozzerie era complesso e confuso. La mancanza di documentazione storica, dovuta alla distruzione totale degli archivi durante la guerra, ha permesso lo sviluppo e la diffusione di errori e leggende nei decenni successivi. È ormai accettato che solo due tipi di auto: i tipi "C" e "C "3 su due tipi di telaio: i tipi "C.2" (corto) e "C.3" (lungo) furono commercializzati... rispettivamente nella primavera 1922 e nell'ottobre 1923.

### Modelli[6]
Il torpedo a 2 posti (T2) e il cabriolet a 2 posti (TL) sono stati costruiti nel 1922-23 su un telaio corto(C2). 
Queste carrozzerie furono poi montate su un telaio a passo allungato (C3) nell'ottobre 1923, insieme al furgone (VL) e al "Torpedo a 3 posti con sedile pieghevole" (T3-1); questo fu sostituito nell'ottobre 1924 dal "Torpedo a 3 posti a trifoglio"(T3-2).

#### Torpedo a 2 posti (T2)[7]

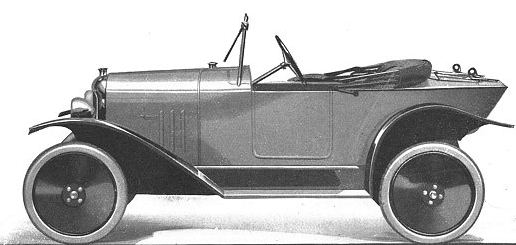
C2 T2 Torpedo versione originale - Oct.1921

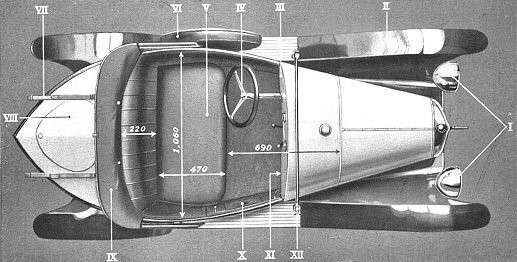
5HP C2 T2

Produzione: telaio corto (C2): da maggio 1922 a settembre 1923; telaio lungo (C3): da ottobre 1923 a primavera 1925.

##### Esterni
La coda appuntita in stile torpedo-skiff conferisce alla vettura un look sportivo. Assume anche il soprannome francese di "Cul de Poule".
Colori del corpo: giallo (C2-1922/23), ed in seguito rosso Bordeaux, blu Canon o marrone Avana (C3-1924/25). 
La ruota di scorta è montata sul lato del conducente. Le cerniere delle porte sono invisibili. 
Il bagagliaio posteriore è accessibile attraverso un apposito sportello. 
La capote è realizzata in tessuto nero resistente all'acqua. 
Le pedane laterali sono in alluminio verniciato di nero e rinforzate con scanalature longitudinali lucidate. 
I parafanghi e il coperchio del telaio sono in lamiera verniciata a forno, sempre nera. 
I fari (calotte nere, sportello dei fari nichelato) sono collegati da una barra regolabile in larghezza (nichelata).
L'incernieratura del parabrezza regolabile è posta nella parte superiore dei montanti.

##### Interni
Il sedile a due posti è rivestito in similpelle nera nelle versioni a passo corto, successivamente sulle versioni a passo lungo: rosso o nero per il rosso Bordeaux, nero per il blu Canon, marrone o nero per il colore Avana.
Il pavimento è rivestito da tappetini a spazzola neri. 
All'interno, ci sono due tasche portaoggetti nel rivestimento della porta e sul lato del conducente. 
Il cruscotto in alluminio tappato è semplice e ha solo un amperometro e un interruttore per l'accensione dei fari.
I cerchi sono realizzati in legno di frassino curvato a forma di U. 
L'equipaggiamento per tutte le stagioni (tende laterali) è fornito di serie.

#### Torpedo a 3 posti con strapuntino (T3-1)[8]
Produzione su telaio lungo (C3): Dall'ottobre 1923 al giugno 1926.

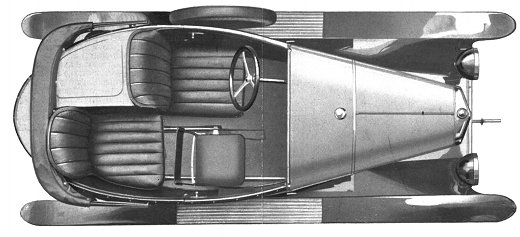
C3 Torpedo T3-1

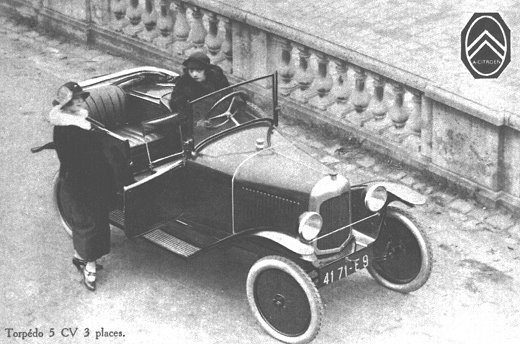
C3 T3-1 Torpedo "a Strapontin" - Catalog 1923

##### Esterni
La parte posteriore della carrozzeria è più larga ed arrotondata per essere più spaziosa, ed anche in questo caso era presente un sedile pieghevole / strapuntino che quando non viene utilizzato è piegato sotto il cruscotto. 
C’era un bagagliaio, accessibile dall'alto e chiuso da un coperchio situato dietro il guidatore. 
La porta è più lunga di 7 cm rispetto al Torpedo T2. La ruota di scorta si trova sul lato del conducente della carrozzeria. 
Colori della carrozzeria: rosso Bordeaux, blu Canon, marrone Avana. Alcuni rari esemplari sono stati verniciati in verde muschio.
L'incernieratura del parabrezza regolabile è posta nella parte inferiore dei montanti

##### Interni
Il sedile del conducente è fisso. Il sedile del passeggero è montato su due guide cilindriche ed è regolabile longitudinalmente. Nella parte anteriore, sotto il cruscotto c'è un sedile pieghevole che si può aprire quando il sedile del passeggero è in posizione retratta.
Colore dei sedili in similpelle: rosso o nero per il rosso Bordeaux; nero per il blu Canon, marrone o nero per il marrone Avana.
All'interno, ci sono due tasche portaoggetti nel rivestimento della porta e sul lato del conducente.

#### Torpedo a 3 posti - trifoglio " Trefle " (T3-2)[9]
Produzione su telaio lungo (C3): Dall'ottobre 1924 al giugno 1926. Questo modello sostituisce la versione a tre posti con strapuntino (T3-1).

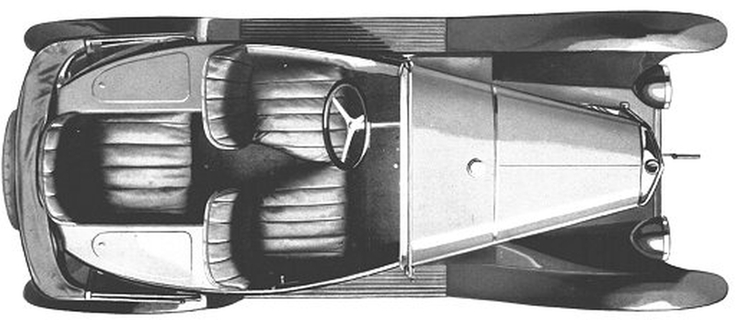
C3 T3-2 Torpedo "Trefle"

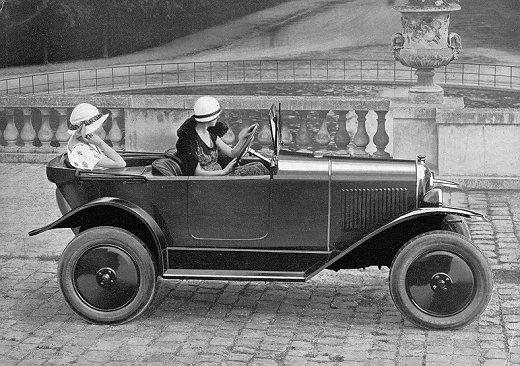
C3 T3-2 - Catalog 1924

Da ottobre 1923 a ottobre 1924.

##### Esterni
Due piccoli bauli sono posizionati a destra e a sinistra del sedile posteriore. Sono accessibili dall'alto e chiusi con coperchi. 
Colori del corpo vettura: beige scuro e successivamente (dicembre 1924): rosso Bordeaux, blu Canon, marrone Avana. 
La ruota di scorta è montata nella parte posteriore. L'incernieratura del parabrezza regolabile è posta nella parte inferiore dei montanti

##### Interni
I suoi tre sedili sono disposti a "trifoglio", da cui il nome "Torpedo Trèfle". 
Anteriormente vi erano due sedili singoli, mentre il terzo era posizionato nella parte posteriore, ma centralmente rispetto ai posti anteriori. 
Un passaggio tra i sedili anteriori consente l'accesso al sedile posteriore. 
Colore dei sedili in similpelle: rosso o nero per il rosso Bordeaux; nero per il blu Canon, marrone o nero per l'Avana.

#### Convertibile - "Cabriolet" (TL)[10]
Produzione: telaio corto (C2), da ottobre 1922 a settembre 1923; telaio lungo (C3), da ottobre 1923 a giugno 1926.
Il cabriolet è una versione più lussuosa e confortevole della contemporanea torpedo a 2 posti (T2)

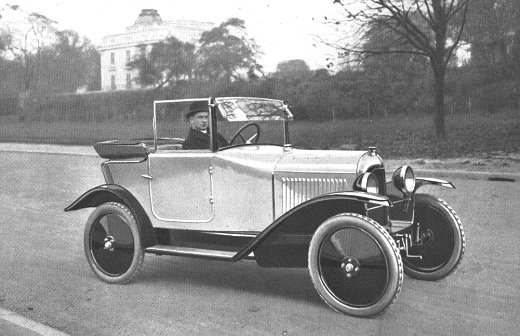
5HP C2 cabriolet TL Oct 1922

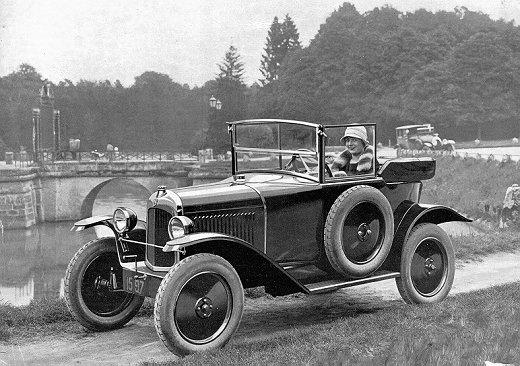
C3 Cabriolet TL - Catalog 1924

##### Esterni
La parte posteriore è identica alla torpédo a 2 posti. Colori carrozzeria: giallo o marrone Avana (dal marzo 1923), mentre dall'ottobre 1923 erano disponibili: rosso Bordeaux, blu Canon o marrone Avana. 
La capote ermetica è realizzata in doppio strato (tessuto all'interno e similpelle nera all'esterno) e può essere aperta o chiusa dall'interno. Su telaio a passo lungo, la capote è disponibile in similpelle rossa, marrone o nera. Sul telaio corto, l'apertura del bagagliaio è più grande rispetto al modello T2, mentre su telaio a passo lungo si ritornerà all'apertura piccola. Il parabrezza è in due parti. Ammortizzatori a frizione sono installati sull'asse posteriore.

##### Interni
Colore dei sedili in similpelle: rosso o nero per il rosso Bordeaux; nero per il blu Canon, marrone o nero per l'Avana. Il pavimento è coperto da tappetini a spazzola neri. L'accesso al baule è possibile anche dall'interno attraverso uno sportello posto dietro i sedili.
All'esterno è montata una maniglia a T. Le cerniere porta sono a vista. Una panca offre spazio sufficiente per due persone. 
Le prime cabriolet hanno il sedile della panchina leggermente arretrato sul lato passeggero. 
Sul telaio a passo corto, il cruscotto è in alluminio, mentre sul telaio a passo lungo è sostituito da una tavola di mogano verniciato con fregi intarsiati in legno che prosegue sui pannelli porta. 
I due finestrini laterali scendono all'interno della porta e sono azionati da un comando a cinghia come sulle carrozze ferroviarie dell'epoca. Tali finestrini possono anche rimanere alzati quando la cappotta è aperta.

#### Vehicule de Livraison (furgone) (VL)[11]
Produzione: Telaio lungo (C3): dall'ottobre del 1924 all'estate 1925.

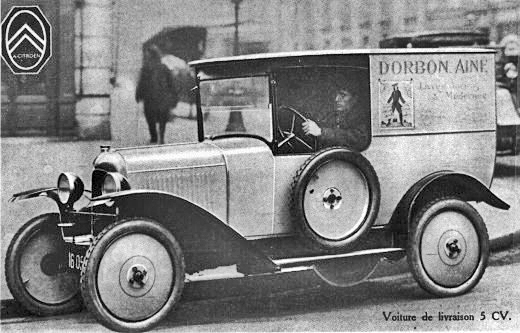
C3 VL

##### Esterni
Unico colore disponibile: narrone Avana; il tetto è in un solo pezzo con struttura in legno rivestito in similpelle. Il parabrezza era in due parti, la parte superiore delle quali si apriva in avanti. Il veicolo ha una sola porta sul lato passeggero. Cerchi, parafanghi e calotte fari erano neri. Il vano di carico era accessibile mediante due porte ad armadio. Il parabrezza è in due parti.

##### Interni
Nell'abitacolo, sufficiente anche qui per due persone, il pavimento è coperto da un tappetino di gomma. Sono presenti due tasche portaoggetti nel rivestimento della porta e sul lato del conducente, mentre il cruscotto è realizzato in lamiera laccata nera. L'auto ha due sedili in similpelle separati. Il sedile del conducente è fisso, mentre il sedile del passeggero può essere addirittura rimosso e nella paratia anteriore è presente una porta scorrevole che comunica con l'abitacolo, grazie alla quale si possono trasportare carichi fino a 1,5 m di lunghezza. Il carico utile del veicolo è di 125 kg. Le dimensioni interne della vano di carico sono di 750 mm di lunghezza, 1.070 mm di larghezza e 1.070 mm di altezza.

## Galleria d'immagini

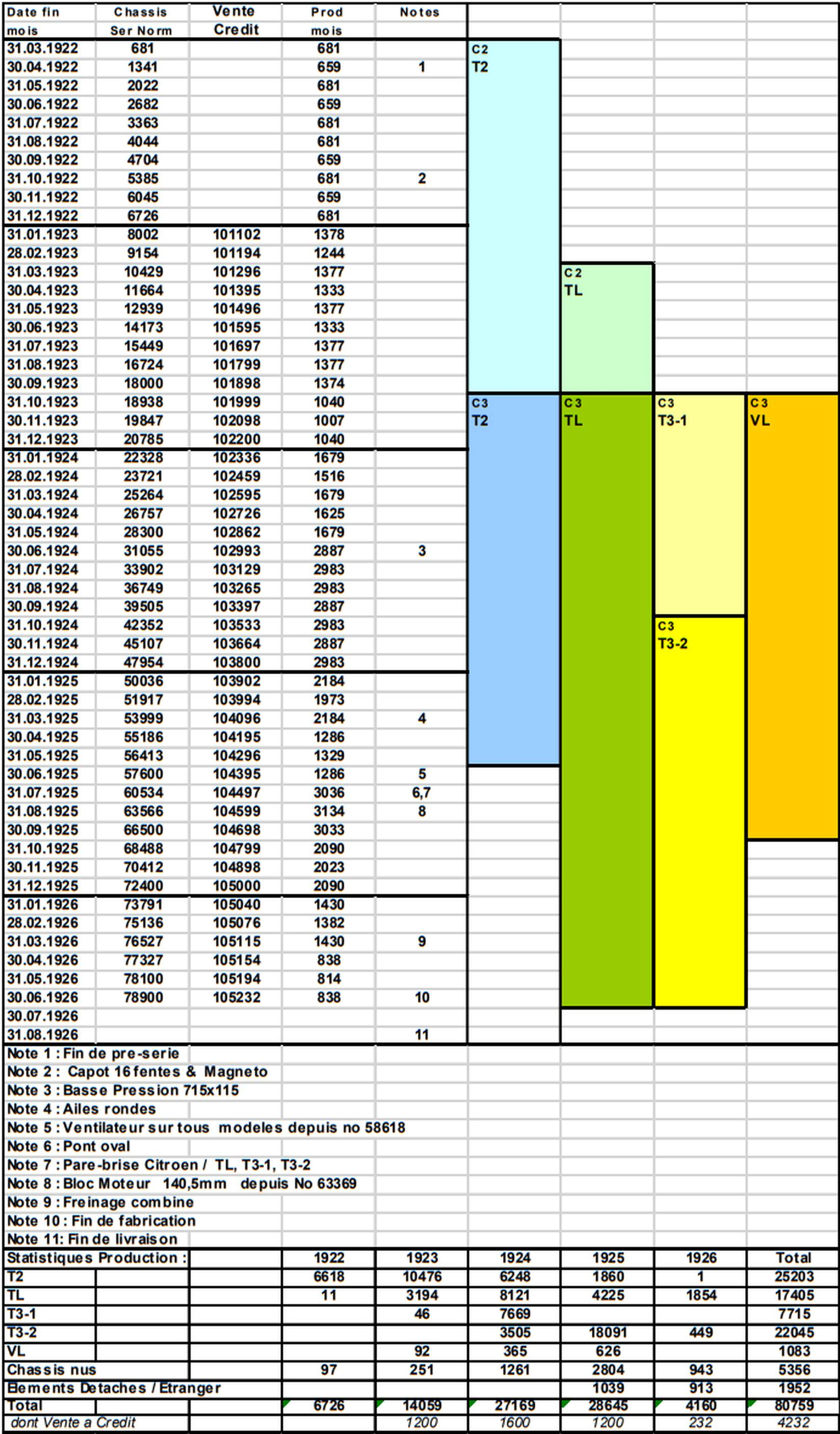
Statistiche di produzione per numero di telaio e modello

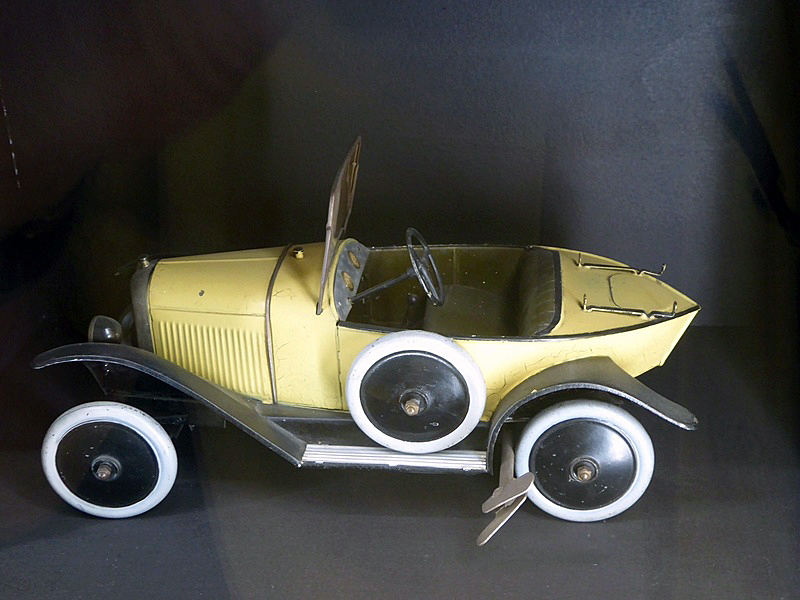
Giocattolo 5HP Torpedo T2
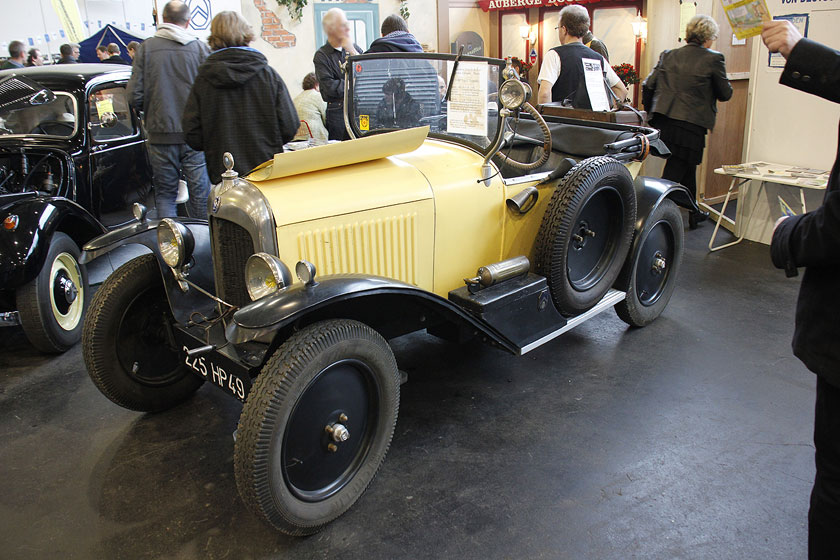
C2 T2 Giallo
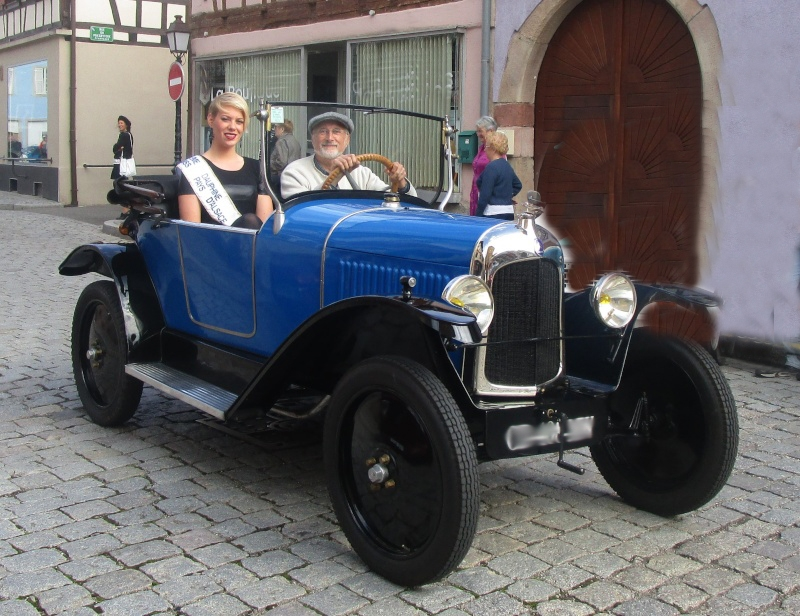
C2 T2
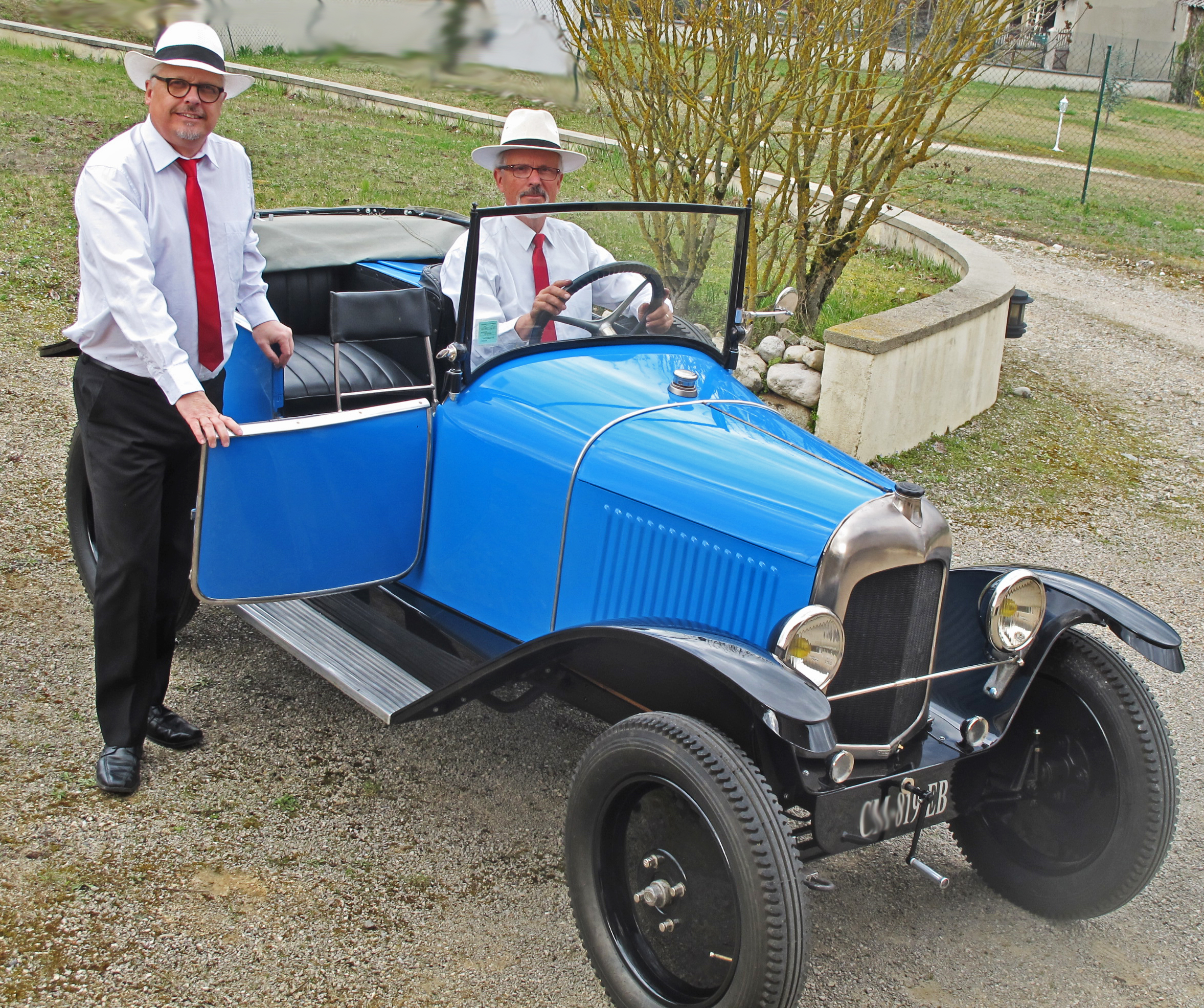
C3 T3-1
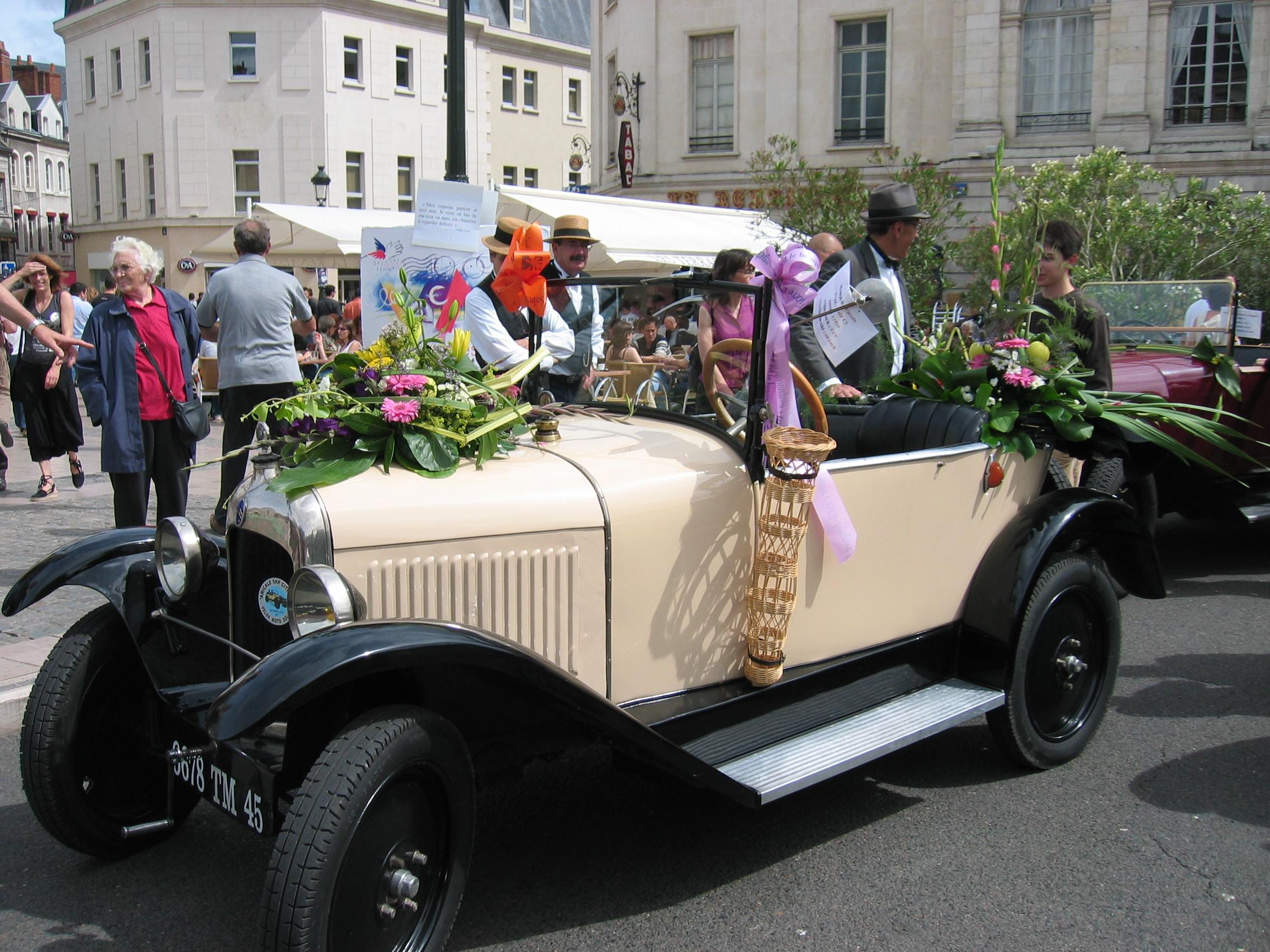
C3 T3-2 Beige
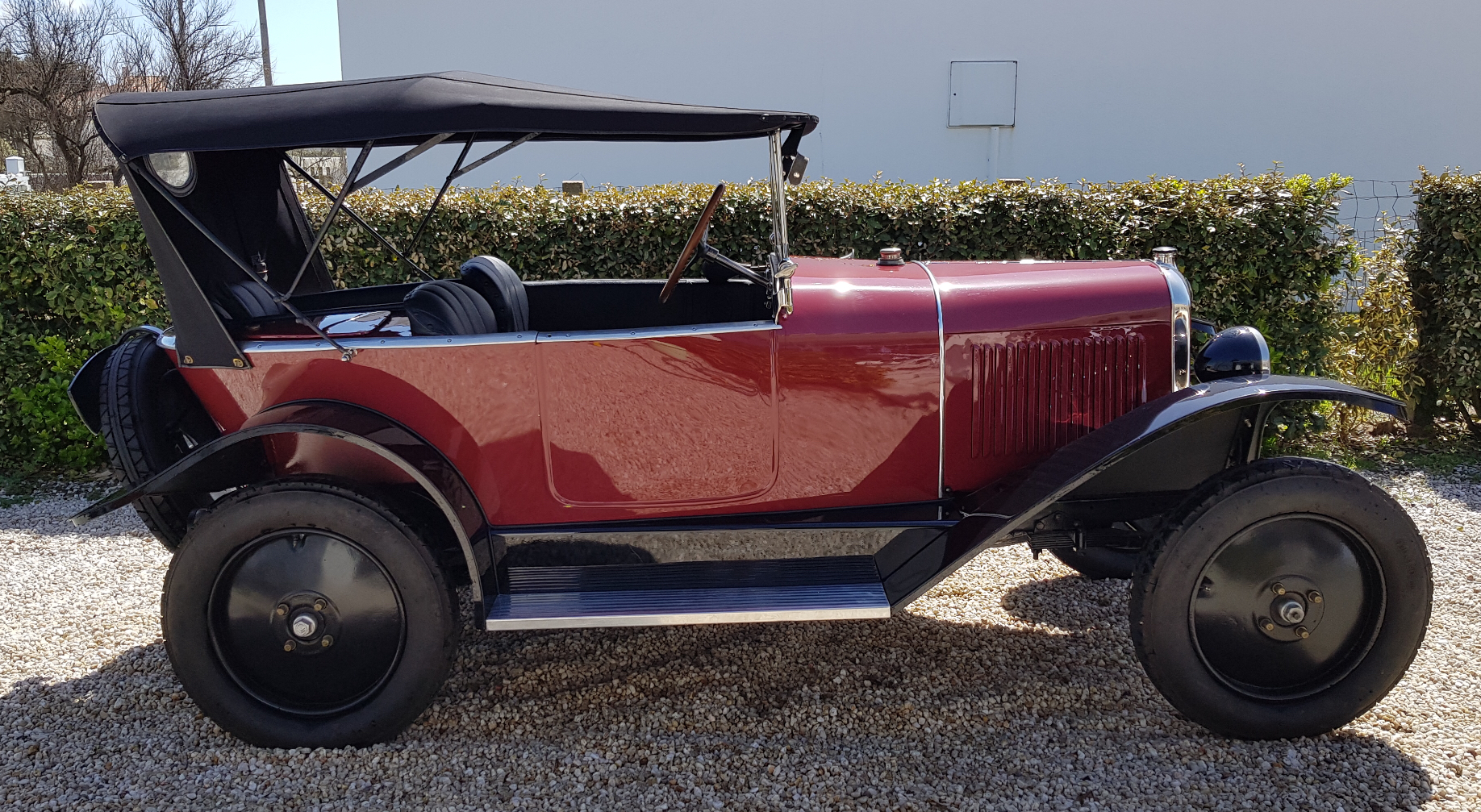
C3 T3-2
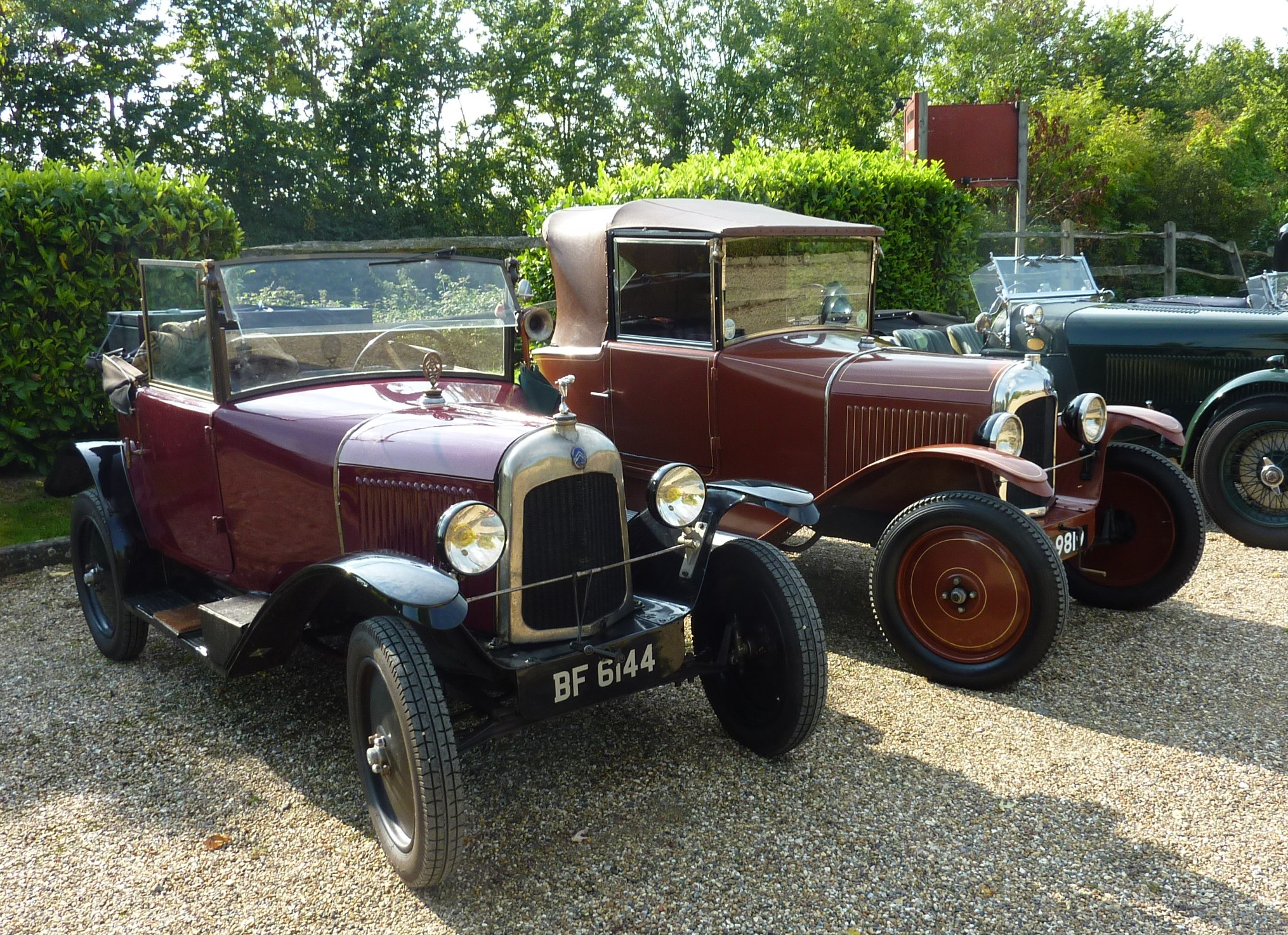
C3 TL
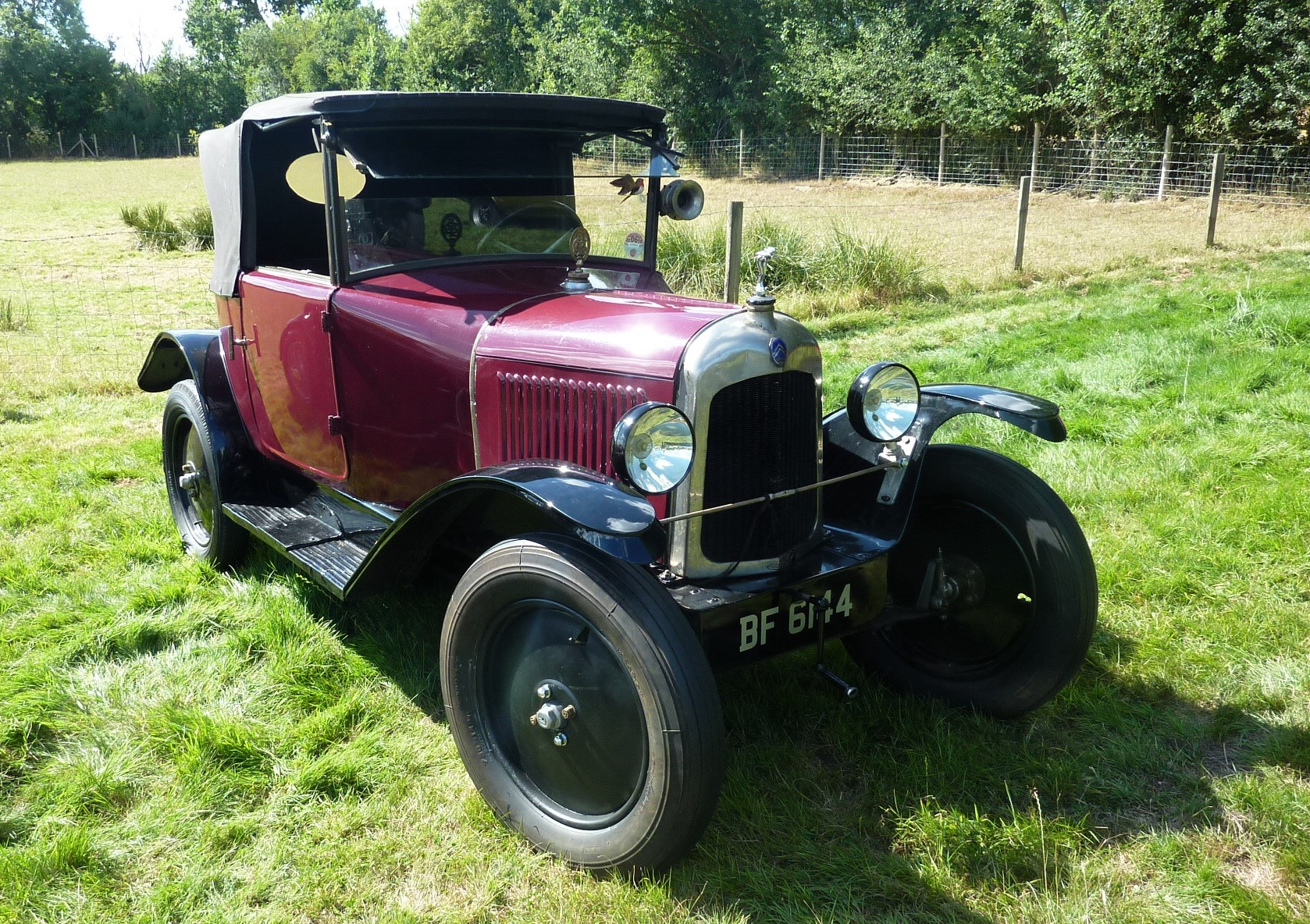
C3 TL Rosso Bordeaux
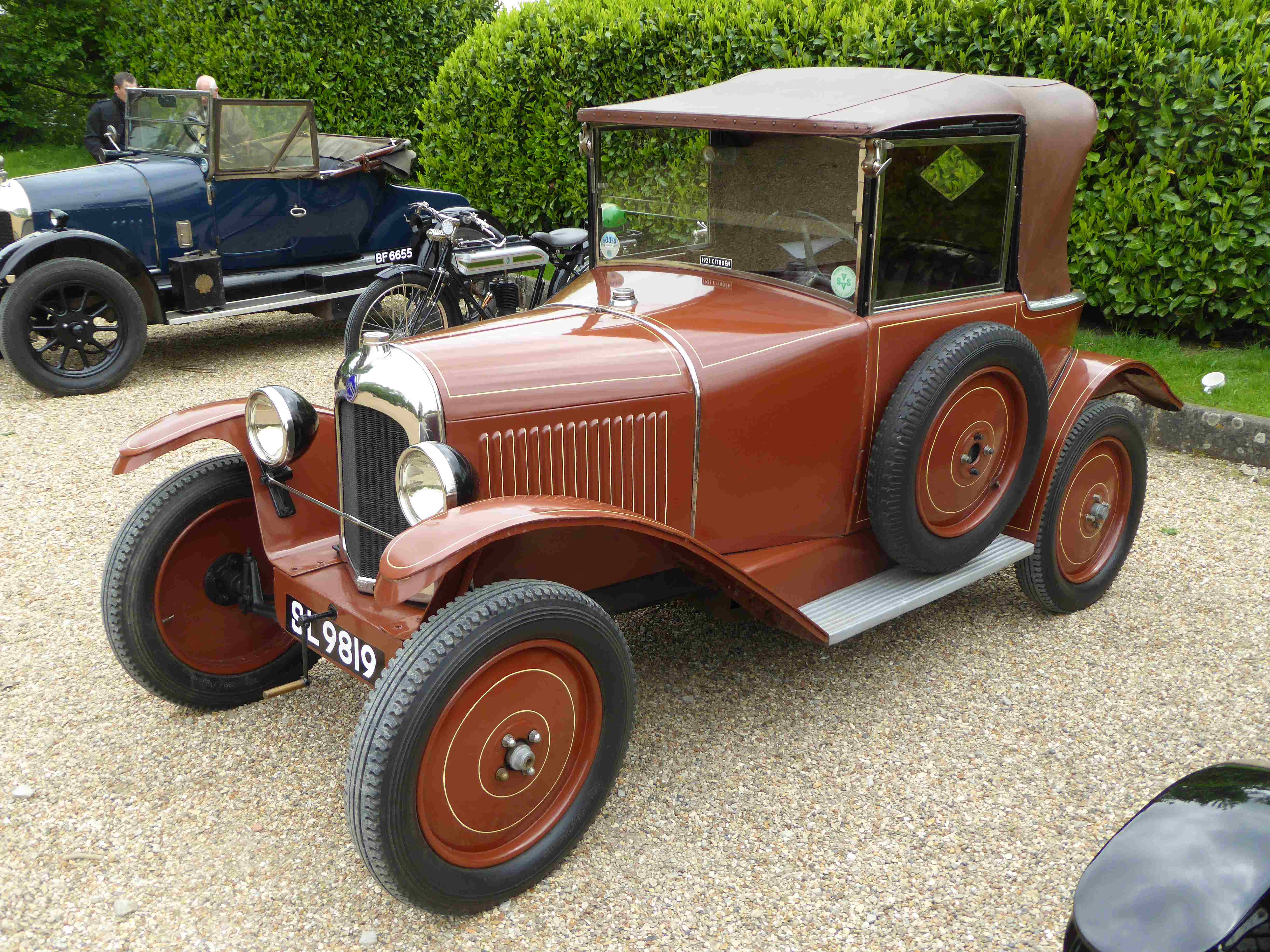
C3 TL Avana
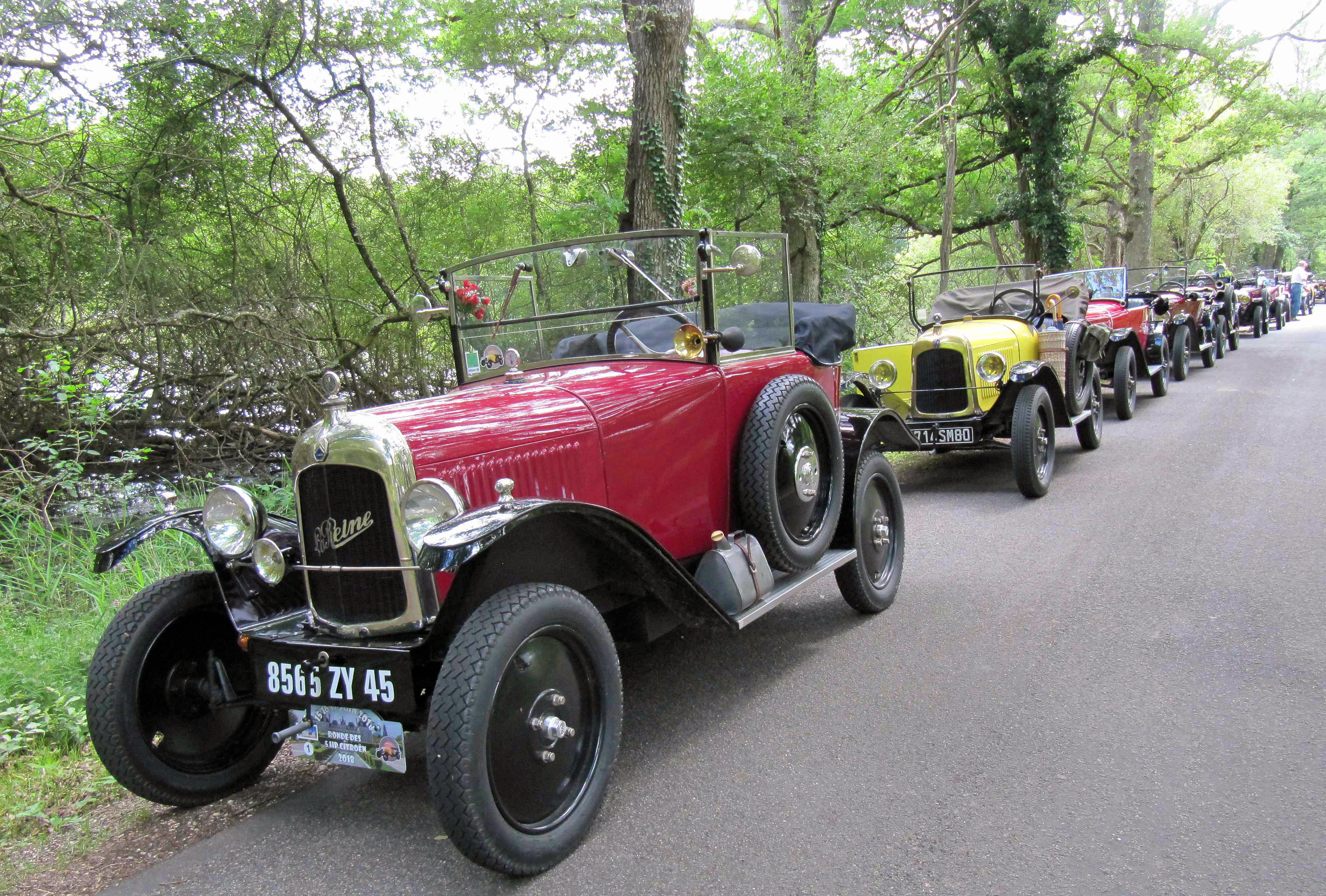
C3 TL
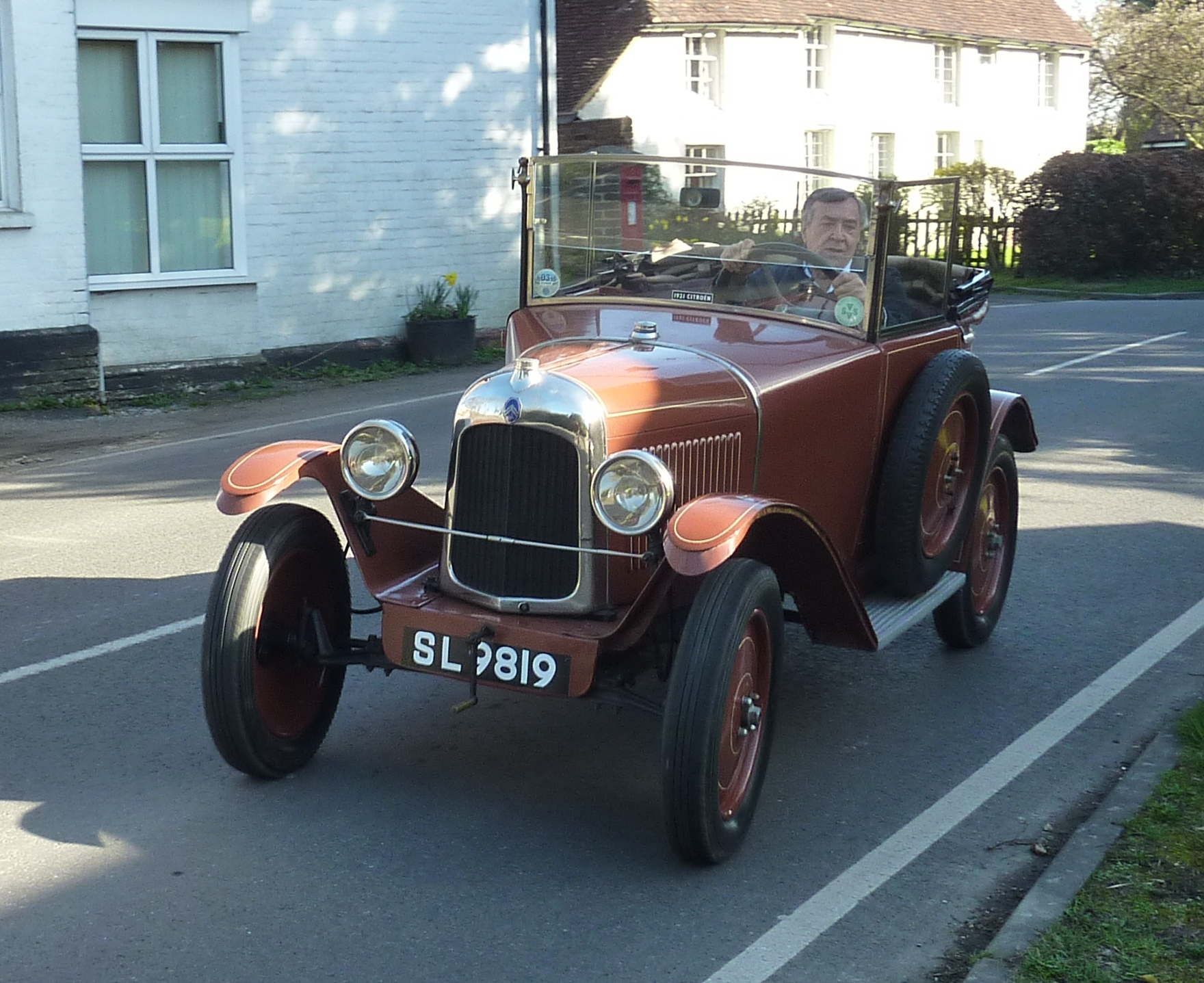
C3 TL Avana
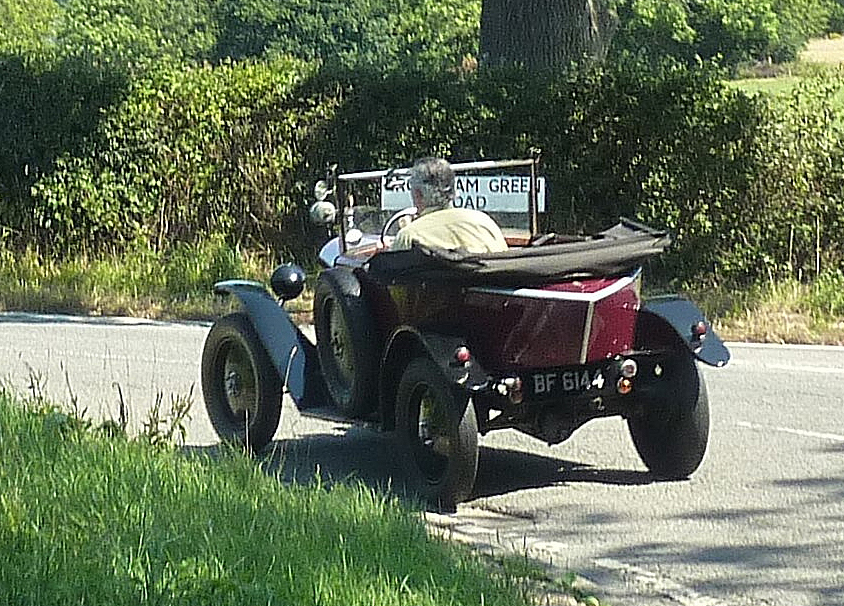
C3 TL Rosso Bordeaux
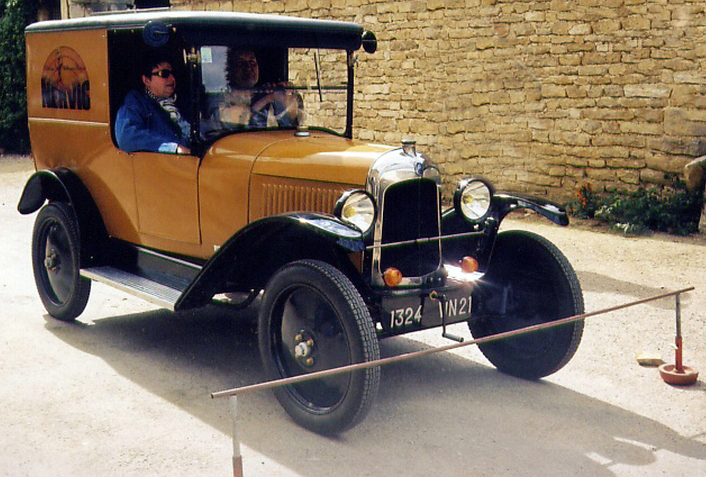
C3 VL Avana
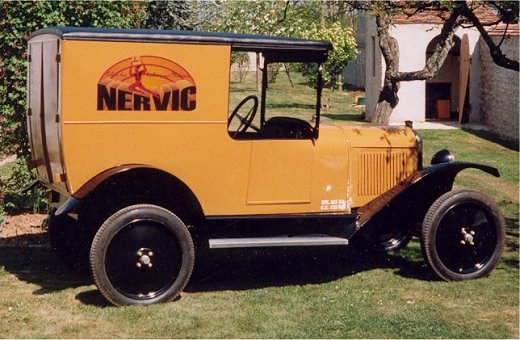
C3 VL, 1924